# Silvia Braslavsky
Silvia Elsa Braslavsky (Buenos Aires, Argentina, 5 d'abril de 1942) és una química , filla de l'educadora Berta Perelstein de Braslavsky (1913-2008) i del bioquímic Lázaro Braslavsky, i germana de la pedagoga, consultora internacional en ensenyament, directora de l'Oficina Internacional d'Educació d'UNESCO Cecilia Braslavsky (1952-2005); i té dues filles, la sociòloga Paula Irene Vila Braslavksy i Carolina Klockow Braslavksy.
Braslavsky ha treballat extensament en fotobiologia, sent especialista en fotooptoacústica experimental. Va ser investigadora sènior i professora de l'Institut Max Planck de Química Bioinorgànica (abans Química radiativa) fins a la seva retirada el 2007.

## Carrera científica
Braslavsky va concórrer al Col·legi Nacional de Buenos Aires, i després va realitzar la llicenciatura en química en la UBA, graduant-se el 1963. Ensenyava química a la Universitat de Buenos Aires però va deixar l'Argentina a posteriori de la La Nit dels Bastons Llargs. Mentre era assistent de recerca, a Santiago de Xile va defensar la seva tesi de PhD per la Universitat de Buenos Aires. Seguint els seus càrrecs temporals en la Penn State University (1969-1972), Universitat Nacional de Riu Quart, Argentina (1972-1975), novament en Penn State (1975) i a la Universitat d'Alberta en Edmonton, Canadà (1975), es va traslladar a l'Institut Max Planck de Química Radiativa, en Mülheim, Alemanya (1976), on va romandre fins a la seva jubilació el 2007.

## Funcions
Braslavsky va posseir nombrosos càrrecs oficials en el camp científic de la química. Des de 2000, és la presidenta del Subcomité de l'IUPAC en fotoquímica. Des de 2006 és membre corresponent del CONICET, membre del Comitè Científic Assessor Internacional d'INQUIMAE (Institut de Química de Materials, Ambient i Energia). Actualment és presidenta i principal organitzadora de la Setzena Conferència Internacional de Fotobiología, que es va celebrar a Còrdova (Argentina) el 2014.
Des de 2010 és membre del panell representatiu de la RCAA

## Honors i guardons
- 1998: primera dona a ser guardonada amb el "Research Award" de la American Society for Photobiology.[7]
- 2002: article de Christoph Forreiter i Gottfried Wagner dedicat a la professora Silvia Braslavsky en ocasió del seu 60 aniversari.[8]
- 2004: Premi Elhuyar-Goldschmidt de la Reial Societat Espanyola de Química i de la Societat Alemanya de Química[9]
- 2008: primera dona a ser guardonada Doctor honoris causa per la Universitat Ramon Llull, Barcelona[1]
- 2011: “Premi Arrels” pel Ministeri de Ciència, Tecnologia i Innovació Productiva (MINCYT) de l'Argentina en reconeixement del seu compromís en la cooperació científica entre Argentina i Alemanya[10]